# Defensoras de los derechos humanos
Las defensoras de los derechos humanos son mujeres que defienden los derechos humanos así como defensores y defensoras de todos los géneros que defienden los derechos de las mujeres y los derechos relacionados con el género y la sexualidad. Su trabajo y los desafíos que enfrentan han sido reconocidos por una resolución de las Naciones Unidas (ONU) en 2013, que exige protección específica para las defensoras de los derechos humanos.
Una defensora de los derechos humanos puede ser una mujer indígena que lucha por los derechos de su comunidad, una mujer que trabaja contra la tortura, una activista por los derechos LGBTI, un colectivo por los derechos de las trabajadoras sexuales o alguien que lucha por los derechos sexuales y reproductivos.
Al igual que otros defensores de derechos humanos, las defensoras de los derechos humanos pueden ser objeto de ataques cuando reclaman el cumplimiento de los derechos humanos. Sin embargo, las defensoras de los derechos humanos se enfrentan a obstáculos adicionales en función de quiénes son y los derechos específicos que defienden. Esto significa que son el blanco de ataques solo por ser mujeres, personas LGBTI o por identificarse con sus problemas. También se enfrentan a obstáculos adicionales relacionados con la discriminación sistémica y la desigualdad, y porque desafían, o son vistas como desafiantes, el poder patriarcal y las normas sociales. Tienen mayor riesgo de sufrir violencia de género en el hogar y la comunidad, y de sufrir amenazas sexistas, misóginas, homofóbicas, transfóbicas, difamaciones y  estigmatización, así como exclusión de los recursos y el poder.
El Día Internacional de las Defensoras de los Derechos Humanos se celebra cada 29 de noviembre desde 2006.